# 胡達華
胡達華（1938年—），台灣藝術家，自創以釘子將舊鋁罐釘在木板或牆壁上的「釘畫」藝術。
胡達華二十歲時北上求學，之後從事五金貿易，經常看到五金廢料，覺得十分可惜。他不曾受過專業美術訓練，興趣是書法、彩繪和剪紙，在60歲退休後，胡達華便以這些五金廢料作為材料進行創作，後來又加入鈕扣、布料等材料。他創作釘畫的首要步驟是蒐集材料，在蒐集到鋁罐後將其按顏色分類，接著在木板上畫草圖，選定配色後，把鋁罐拆成鋁罐片後，再用鐵皮剪刀修剪成需要的形狀，並用鐵釘把鋁片釘在木板上。每幅作品的創作時間都超過一個月，成品具有立體性，用色完全受到材料限制，胡達華稱自己的作品為金屬馬賽克。早年他曾為了蒐集鋁罐而困擾，在他創作釘畫的事被友人知道後，他的友人會主動送他廢鋁罐表示支持。他創作釘畫二十年以來，作品三百餘幅，輕則五公斤，重則三十公斤，題材以家鄉地景與人文風貌為主，特別是故鄉九份以及求學階段待的基隆當地的景色和民風，此外他也會以捷克、匈牙利、埃及等各國風景為題。如果鋁罐上印有「Taiwan」字樣，胡達華也會特別保留下來，釘在畫作當中，他認為這能讓外國人更容易理解他的作品。
胡達華在九份開設工作室，將釘畫傳授給他人，並從2012年12月起進駐雲林縣北港鎮劉厝里，指導當地居民創作釘畫，將劉厝里規劃成「釘畫村」。截至2014年，釘畫村約有30幅釘畫，最大一幅釘畫，長5.2公尺、高2.6公尺、使用超過4千個鋁罐。此外，當地一些住戶的門牌或家徽也使用釘畫。2014年時，他在新竹市美術館暨開拓館開辦畫展，2017年於基隆文化中心開辦畫展，還曾應邀到美國、日本、中國大陸、韓國辦展或教學。
除了釘畫，胡達華在2008年與高閑至合作，完成了《老九份之歌》專輯，胡達華負責填詞，記錄了九份掏金熱時期的人生百態。他也與另外三位藝術家林吉裕、張建雄、戴敬晃組成「線藝術」團體，相互交流，四人在2018年7月於中正紀念堂開辦展覽。